# Frank Moreno
Frank Esteban Moreno García (* 17. November 1965 in Matanzas) ist ein ehemaliger kubanischer Judoka. Er war 1989 und 1991 Weltmeisterschaftszweiter und gewann 1987 und 1991 bei den Panamerikanischen Spielen.

## Sportliche Karriere
Der 1,85 m große Frank Moreno gewann 1983 seinen ersten kubanischen Meistertitel in der offenen Klasse, ein weiterer Titel in der offenen Klasse folgte 1986. Im Schwergewicht erkämpfte er insgesamt sieben kubanische Meistertitel (1987, 1988, 1989, 1991, 1993, 1994 und 1996).
Seine erste internationale Medaille erkämpfte Moreno bei den Panamerikanischen Meisterschaften 1984 in Mexiko-Stadt, als er erst im Schwergewichts-Finale dem Brasilianer Frederico Flexa unterlag. Ein Jahr später trafen die beiden in Havanna erneut im Schwergewichts-Finale der Panamerikanischen Meisterschaften aufeinander, diesmal siegte Moreno. Moreno und Flexa erreichten auch das Schwergewichts-Finale der Panamerikanischen Spiele 1987 in Indianapolis und auch hier siegte der Kubaner. 1988 gewann Moreno das Schwergewichts-Finale bei den Panamerikanischen Meisterschaften in Buenos Aires gegen den Venezolaner Enzo Gianelli. Die Olympischen Spiele 1988 in Seoul wurden von Kuba boykottiert.
Bei den Weltmeisterschaften 1989 in Belgrad bezwang Moreno im Viertelfinale des Schwergewichts den Belgier Harry Van Barneveld und im Halbfinale den Polen Rafał Kubacki. Im Finale unterlag er dem Japaner Naoya Ogawa. In der offenen Klasse siegte Ogawa bereits im Viertelfinale über Moreno, der dann in der Hoffnungsrunde gegen den Deutschen Alexander von der Groeben ausschied. 1990 erreichte Moreno das Schwergewichts-Finale bei den Goodwill Games in Seattle und unterlag dort dem Vertreter der Sowjetunion Sergei Kossorotow. Bei den Panamerikanischen Meisterschaften 1990 in Caracas gewann Moreno im Finale gegen den Kanadier Tom Greenway.
Im Februar 1991 belegte Moreno den dritten Platz beim Tournoi de Paris. Eine Woche später gewann er das Weltcup-Turnier in Sofia. Bei den Weltmeisterschaften 1991 in Barcelona bezwang er im Viertelfinale den Franzosen David Douillet und im Halbfinale Igor Muller aus Luxemburg. Im Finale unterlag er Sergei Kossorotow. Drei Wochen nach den Weltmeisterschaften bezwang Moreno im Finale der Panamerikanischen Spiele in Havanna den Argentinier Orlando Baccino. 1992 verlor Moreno im Finale der Panamerikanischen Meisterschaften in Ontario gegen den Brasilianer José Mario Nery. Bei den Olympischen Spielen in Barcelona unterlag Moreno im Achtelfinale dem Georgier Dawit Chachaleischwili, der für das Vereinte Team antrat, durch Waza-ari. In der Hoffnungsrunde bezwang Moreno den Senegalesen Khalifa Diouf, den Polen Rafał Kubacki und Damon Keeve aus den Vereinigten Staaten jeweils vorzeitig durch Ippon. Im Kampf um Bronze unterlag er David Douillet durch eine kleine Wertung (yuko).
1993 belegte Moreno den dritten Platz beim Tournoi de Paris, bei den Weltmeisterschaften in Hamilton schied er frühzeitig aus. 1994 siegte er im Schwergewichts-Finale der Panamerikanischen Meisterschaften in Santiago de Chile gegen Orlando Baccino. 1995 erreichte Moreno zum dritten Mal das Finale bei den Panamerikanischen Spielen. In Mar del Plata unterlag er José Mario Nery und erhielt die Silbermedaille. Bei den Weltmeisterschaften in Chiba schied er im Schwergewicht frühzeitig gegen den Weißrussen Ruslan Scharapau aus. In der offenen Klasse unterlag er im Achtelfinale dem Japaner Shinichi Shinohara. Mit drei  Siegen in der Hoffnungsrunde erreichte er den Kampf um Bronze, verlor hier aber gegen den Türken Selim Tataroğlu. Zum Abschluss seiner Karriere nahm Moreno 1996 an den Olympischen Spielen in Atlanta teil. Dort schied er allerdings bereits in seinem Auftaktkampf gegen Harry Van Barneveld durch eine Strafwertung (chui) aus.